# Distretto elettorale di Okahao
Il distretto elettorale di Okahao è un distretto elettorale della Namibia situato nella Regione di Omusati con 17.548 abitanti al censimento del 2011. Il capoluogo è la città di Okahao.